# Punta Claro
Punta Claro ist eine Landspitze am nördlichen Ende der Anvers-Insel im Palmer-Archipel westlich der Antarktischen Halbinsel. Sie liegt unmittelbar westlich des Kap Grönland.
Argentinische Wissenschaftler benannten sie. Der weitere Benennungshintergrund ist nicht überliefert.